# Poire de Bollwiller
×Sorbopyrus auricularis
Hybride
Parent A de l'hybridation 
  Sorbus aria 
×

Parent B de l'hybridation 
  Pyrus communis 
Classification phylogénétique
La poire de Bollwiller (×Sorbopyrus irregularis (Münchh.) C.A.Wimm.) est une espèce de plantes à fleurs de la famille des Rosaceae. C'est un arbre hybride issu du croisement intergénérique d'un poirier commun (Pyrus communis L.) et d'un alisier blanc (Sorbus aria).
Il apparaît pour la première fois dans la littérature en 1610, à Bollwiller, Alsace, et s'est propagé depuis par multiplication végétative.
Dans son Manuel des arbres et arbustes cultivés, Alfred Rehder répertorie cette espèce sous le nom de ×Sorbopyrus auricularis (Knoop) C.K.Schneid., mais le taxon Pyrus auricularis Knoop n'existe pas. C'est pourquoi le nom Pyrus irregularis Münchh. est le basionyme de la nomenclature.
Cet arbre est présent dans de nombreux jardins botaniques et arboretums à travers le monde mais n'a pas été beaucoup cultivé pour son bon fruit de la taille d'un gros abricot.

## Synonymes
Cette espèce hybride a porté de nombreux noms au cours de ses 400 ans d'existence dont : 
- Azarolus pollvilleriana Borkh.
- Lazarolus pollveria Medik.
- Pyrus bollwylleriana DC.
- Pyrus irregularis Münchh.
- Pyrus malifolia Spach
- Pyrus pollveria L.
- Pyrus pollvilla C.C.Gmel.
- Pyrus pollwilleriana J.Bauhin ex Decne.
- Pyrus tomentosa Moench
- × Sorbopyrus irregularis (Münchh.) C.A.Wimm.
- × Sorbopyrus malifolia (Spach) C.K.Schneid. ex Bean

## Multiplication
Le très faible taux de graines viables atteste de son origine hybride mais il peut être greffé avec succès sur un poirier. 
Cependant, Sorbopyrus auricularis var. bulbiformis est une variété issue d'un semis réussi de × Sorbopyrus auricularis. C'est une variété triploïde issue d'un gamète femelle diploïde de sorbopyrus et d'un gamète mâle de poirier haploïde. Cela explique que cette variété soit beaucoup plus proche du poirier.